# Coupe des Villes féminine de handball 1998-1999
Navigation
Coupe des Villes 1997-1998 Coupe des Villes 1999-2000
La coupe des Villes 1998-1999 est la 6e édition de la Coupe des Villes féminine de handball, compétition créée en 1993.

Qualifié en finale face au club yougoslave du Napredak Kruševac, le club néerlandais du Van Riet Nieuwegein (nl) a refusé de voyager en Yougoslavie en raison des menaces de la guerre des Balkans, suivant les conseils du Comité olympique néerlandais (NOC*NSF) et du Ministère des sports (WVS),. Une proposition a été faite pour disputer la finale sur terrain neutre — Nordhorn a été évoqué — mais, après un report de la finale et une proposition de jouer les deux finales en Hongrie, un nouveau refus néerlandais a conduit à la victoire sans jouer du Napredak Kruševac, tandis que le Van Riet Nieuwegein (nl) a été exclu de toute participation ultérieure aux tournois de clubs européens.

## Présentation
La coupe des Villes, a priori la moins réputée des différentes compétitions européennes, est également appelée C4. 
L’épreuve débute par un tour préliminaire où seize équipes se disputent la qualification pour les huitièmes de finale et y retrouver les huit équipes directement qualifiées. 
Tous les tours se déroulent en matchs aller-retour, y compris la finale. 
Les seize équipes participant au tour préliminaire sont :
- Schulhandball Mödling
- Zeljeznicar Hadžići
- Universität Gomel
- ŽRK Split Kaltenberg
- Bera Bera Saint-Sébastien
- Gymnastiki Enosi Verias
- EOS Siracusa
- Panevėžio Lėvuo
- RK Skopje
- Van Riet Nieuwegein (nl)
- EB Start Elbląg (en)
- RK M. Degro Piran
- ZMC Amicitia Zurich
- PTT Türk Telekom SK
- Automobilist Brovary
- Napredak Kruševac

Huit équipes sont directement qualifiées pour les huitièmes de finale :
- Frederikshavn fI
- GOG Gudme
- HBC Nîmes
- Francfort HC
- Vasas Budapest
- Nordstrand IF Oslo
- Oțelul Galați
- Kouban Krasnodar

## Résultats

### Tour préliminaire
| Date Aller     | Club                    | Aller   | Total   | Retour  | Club                | Date Retour     |
| -------------- | ----------------------- | ------- | ------- | ------- | ------------------- | --------------- |
| 3 octobre 1998 | Zeljeznicar Hadžići     | 23 – 14 | 45 – 37 | 22 – 23 | RK Skopje           | 4 octobre 1998  |
| 3 octobre 1998 | Panevėžio Lėvuo         | 19 – 15 | 38 – 38 | 19 – 23 | ZMC Amicitia Zurich | 10 octobre 1998 |
| 3 octobre 1998 | Gymnastiki Enosi Verias | 26 – 34 | 55 – 67 | 29 – 33 | PTT Türk Telekom SK | 10 octobre 1998 |
| 3 octobre 1998 | Automobilist Brovary    | 45 – 24 | 75 – 50 | 30 – 26 | Universität Gomel   | 10 octobre 1998 |
| 3 octobre 1998 | Van Riet Nieuwegein     | 32 – 18 | 58 – 37 | 26- 19  | EOS Siracusa        | 10 octobre 1998 |
| 3 octobre 1998 | ŽRK Split Kaltenberg    | 25 – 20 | 41 – 39 | 16 – 19 | EB Start Elbląg     | 11 octobre 1998 |
| 3 octobre 1998 | RK M. Degro Piran       | 21 – 31 | 43 – 54 | 22 – 23 | Bera-Bera           | 11 octobre 1998 |
| 4 octobre 1998 | Schulhandball Mödling   | 21 – 40 | 41 – 90 | 20 – 50 | Napredak Kruševac   | 5 octobre 1998  |

### Huitièmes de finale
| Date Aller       | Club                 | Aller   | Total   | Retour  | Club                 | Date Retour      |
| ---------------- | -------------------- | ------- | ------- | ------- | -------------------- | ---------------- |
| 7 novembre 1998  | Frederikshavn fI     | 37 – 34 | 77 – 58 | 40 – 24 | PTT Türk Telekom SK  | 8 novembre 1998  |
| 7 novembre 1998  | Oțelul Galați        | 31 – 28 | 63 – 62 | 32 – 34 | Automobilist Brovary | 8 novembre 1998  |
| 7 novembre 1998  | Francfort HC         | 31 – 28 | 49 – 54 | 18 – 26 | Van Riet Nieuwegein  | 15 novembre 1998 |
| 7 novembre 1998  | GOG Gudme            | 21 – 25 | 43 – 47 | 22 – 22 | ŽRK Split Kaltenberg | 15 novembre 1998 |
| 8 novembre 1998  | Vasas Budapest       | 29 – 14 | 54 – 40 | 25 – 26 | Zeljeznicar Hadžići  | 14 novembre 1998 |
| 8 novembre 1998  | Nordstrand IF Oslo   | 31 – 20 | 54 – 42 | 23 – 22 | Bera-Bera            | 15 novembre 1998 |
| 8 novembre 1998  | HBC Nîmes            | 26 – 14 | 45 – 32 | 19 – 18 | Panevėžio Lėvuo      | 15 novembre 1998 |
| 14 novembre 1998 | SC A-ELITA Krasnador | 26 – 39 | 57 – 63 | 31 – 24 | Napredak Kruševac    | 15 novembre 1998 |

### Quarts de finale
| Date Aller      | Club                 | Aller   | Total   | Retour  | Club                | Date Retour |
| --------------- | -------------------- | ------- | ------- | ------- | ------------------- | ----------- |
| 27 février 1999 | ŽRK Split Kaltenberg | 24 – 21 | 36 – 40 | 12 – 19 | Van Riet Nieuwegein | 6 mars 1999 |
| 27 février 1999 | Frederikshavn fI     | 28 – 23 | 48 – 51 | 20 – 28 | Napredak Kruševac   | 6 mars 1999 |
| 28 février 1999 | HBC Nîmes            | 13 – 14 | 36 – 30 | 23 – 16 | Nordstrand IF Oslo  | 6 mars 1999 |
| 28 février 1999 | Vasas Budapest       | 21 – 20 | 41 – 44 | 20 – 24 | Oțelul Galați       | 7 mars 1999 |

### Demi-finales
| Date Aller    | Club                     | Aller   | Total   | Retour  | Club              | Date Retour   |
| ------------- | ------------------------ | ------- | ------- | ------- | ----------------- | ------------- |
| 10 avril 1999 | Oțelul Galați            | 30 – 27 | 40 – 41 | 20 – 24 | Napredak Kruševac | 18 avril 1999 |
| 10 avril 1999 | Van Riet Nieuwegein (nl) | 24 – 21 | 46 – 38 | 22 – 17 | HBC Nîmes         | 18 avril 1999 |

### Finale
| Date Aller | Club              | Aller                | Total                | Retour               | Club                     | Date Retour |
| ---------- | ----------------- | -------------------- | -------------------- | -------------------- | ------------------------ | ----------- |
| –          | Napredak Kruševac | Forfait (voir supra) | Forfait (voir supra) | Forfait (voir supra) | Van Riet Nieuwegein (nl) | -           |

## Les championnes d'Europe
| Championne d'Europe Coupe des Villes 1999 Napredak Kruševac 1er titre |